# Albrecht de Trotse
Albrecht I van Meißen, bijgenaamd Albrecht de Trotse (1158 - Krummenhennersdorf, 24 juni 1195) was markgraaf van Meißen.

## Levensloop
Hij was een zoon van markgraaf Otto II de Rijke van Meißen en Hedwig van Ballenstedt. In 1186 huwde hij met Sophie van Bohemen, de dochter van hertog Frederik. Hun huwelijk bleef kinderloos.
Toen bleek dat zijn vader de voorkeur gaf aan zijn broer Diederik voor de erfopvolging, kwam Albrecht in 1188 tegen zijn vader in opstand en liet hij hem gevangennemen. Keizer Frederik I Barbarossa zette Albrecht zwaar onder druk om zijn vader vrij te laten, wat hij dan ook deed. Hij slaagde er echter in om zijn erfrecht door te drukken en kon in 1190 zijn vader opvolgen als markgraaf van Meißen.
Gedurende zijn markgraafschap voerden Albrecht en Diederik voortdurend een machtsstrijd over Meißen, die na de dood van Albrecht ten einde kwam. Keizer Hendrik VI nam echter de heerschappij van het markgraafschap op zich en het was pas na diens dood dat Diederik Meißen in handen kreeg.

## Voorouders
| Overgootouders                 | Thiemo I van Wettin (1034-1118) ∞ Ida van Northeim (1070-)          | Thiemo I van Wettin (1034-1118) ∞ Ida van Northeim (1070-)          | Albrecht van Ravenstein (1098-1170) ∞ Bertha van Zwaben (-)         | Albrecht van Ravenstein (1098-1170) ∞ Bertha van Zwaben (-)         | Otto van Ballenstedt (1065-1123) ∞ Eilika van Saksen (1081-1142)    | Otto van Ballenstedt (1065-1123) ∞ Eilika van Saksen (1081-1142)    | Herman I van Winzenburg (1083-1135) ∞ Hedwig (1095-1162)            | Herman I van Winzenburg (1083-1135) ∞ Hedwig (1095-1162)            |
| Grootouders                    | Koenraad de Grote (1098-1157) ∞ Luitgard van Elchingen (1105-1145)  | Koenraad de Grote (1098-1157) ∞ Luitgard van Elchingen (1105-1145)  | Koenraad de Grote (1098-1157) ∞ Luitgard van Elchingen (1105-1145)  | Koenraad de Grote (1098-1157) ∞ Luitgard van Elchingen (1105-1145)  | Albrecht de Beer (1098-1170) ∞ Sophia van Winzenburg (1105-1160)    | Albrecht de Beer (1098-1170) ∞ Sophia van Winzenburg (1105-1160)    | Albrecht de Beer (1098-1170) ∞ Sophia van Winzenburg (1105-1160)    | Albrecht de Beer (1098-1170) ∞ Sophia van Winzenburg (1105-1160)    |
| Ouders                         | Otto II van Meißen (1125-1190) ∞ Hedwig van Ballenstedt (1130-1203) | Otto II van Meißen (1125-1190) ∞ Hedwig van Ballenstedt (1130-1203) | Otto II van Meißen (1125-1190) ∞ Hedwig van Ballenstedt (1130-1203) | Otto II van Meißen (1125-1190) ∞ Hedwig van Ballenstedt (1130-1203) | Otto II van Meißen (1125-1190) ∞ Hedwig van Ballenstedt (1130-1203) | Otto II van Meißen (1125-1190) ∞ Hedwig van Ballenstedt (1130-1203) | Otto II van Meißen (1125-1190) ∞ Hedwig van Ballenstedt (1130-1203) | Otto II van Meißen (1125-1190) ∞ Hedwig van Ballenstedt (1130-1203) |
| Albrecht de Trotse (1158-1195) |                                                                     |                                                                     |                                                                     |                                                                     |                                                                     |                                                                     |                                                                     |                                                                     |